# Army Champions
Army Champions ist ein US-amerikanischer Kurzfilm aus der Reihe Pete Smith Specialties, der 1941 veröffentlicht wurde.

## Handlung
Schnelligkeit, Präzision und Teamwork, Schwerpunkte im Sport, werden auf das Waffentraining von amerikanischen Soldaten umgesetzt. Der Film zeigt Schießübungen der US Army mit Schulterwaffen, Mörsern und verschiedenen Artilleriewaffen.

## Auszeichnungen
1942 wurde der Film in der Kategorie Bester Kurzfilm (One-Reel) für den Oscar nominiert.

## Hintergrund
Die Produktion der MGM wurde am 11. Oktober 1941 uraufgeführt.
Sprecher des Films war der Produzent Pete Smith.